# Weilen unter den Rinnen
Weilen unter den Rinnen è un comune tedesco di 598 abitanti,, situato nel land del Baden-Württemberg.